# NGC 3730
NGC 3730 (również PGC 35743) – galaktyka eliptyczna (E), znajdująca się w gwiazdozbiorze Pucharu. Odkrył ją Francis Leavenworth w 1886 roku. Identyfikacja obiektu NGC 3730 nie jest pewna, np. w bazie SIMBAD pod tym oznaczeniem znajduje się sąsiednia galaktyka LEDA 35771 (PGC 35771).